# Biến tần lai thông minh
Biến tần lai thông minh hoặc biến tần lưới điện thông minh là hệ thống gồm biến tần và thiết bị quản lý lưu trữ và tiêu thụ năng lượng làm việc với nguồn năng lượng tái tạo lắp đặt ở mạch tiêu thụ điện quy mô nhỏ. Đây là thế hệ xu hướng của biến tần cho các ứng dụng năng lượng tái tạo trong tiêu dùng gia đình, đặc biệt là đối với hệ thống điện mặt trời áp mái. Tại những nước phát triển năng lượng tái tạo xu hướng này đã có từ những năm 1990.
Điện năng từ tấm pin mặt trời chỉ được tạo ra trong ngày, với công suất đỉnh vào khoảng giữa trưa, và nó không thể đồng bộ với mức tiêu thụ điện của phụ tải. Để khắc phục điều này cũng như để có điện sử dụng buổi tối cần phải lưu trữ năng lượng trong các pin sạc. Các khối mạch điều khiển thông minh được lắp đặt vào các biến tần như vậy để điều khiển quá trình đạt tối ưu.
Hệ thống lai thông minh thường được coi là đề cập đến quản lý điện mặt trời . Tuy nhiên nó áp dụng cả cho các nguồn điện năng tái tạo có dòng năng lượng thăng giáng, như là điện mặt trời, điện gió, điện sóng nước công suất không lớn trong mạng mạch tiêu thụ.